# Austrosynapha truncata
Austrosynapha truncata är en tvåvingeart som beskrevs av Freeman 1951. Austrosynapha truncata ingår i släktet Austrosynapha och familjen svampmyggor. Inga underarter finns listade i Catalogue of Life.